# Marine- og postdepartementet
Marine- og postdepartementet var en norskt regeringsdepartement.
Departementet bildades den 2 oktober 1861 som en sammanslagning av Postdepartementet och Marinedepartementet och lades ned den 31 augusti 1885.

## Ministrar
- 1861      Ketil Motzfeldt
- 1861      August Christian Manthey
- 1861—1863 Wolfgang Haffner
- 1863—1864 Erik Røring Møinichen
- 1864—1867 Wolfgang Haffner
- 1867—1868 August Christian Manthey
- 1868—1869 Wolfgang Haffner
- 1869—1871 Ole Jacob Broch
- 1871      Johan Collett Falsen
- 1871—1872 August Christian Manthey
- 1872      Ole Jacob Broch
- 1872      August Christian Manthey
- 1872—1873 Jacob Lerche Johansen
- 1873—1874 August Christian Manthey
- 1874—1877 Jacob Lerche Johansen
- 1877—1878 Jens Holmboe
- 1878—1881 Jacob Lerche Johansen
- 1881—1882 Jens Holmboe
- 1882—1884 Jacob Lerche Johansen
- 1884      Halfdan Lehman (konstituerad)
- 1884      Carsten Tank Nielsen (konstituerad)
- 1884      Halfdan Lehman (konstituerad)
- 1884      Johan Koren
- 1884—1885 Johan Sverdrup